# María de Guevara
María de Guevara Manrique (?-1683) també coneguda com a Comtessa d'Escalante i de Tahalu fou una escriptora espanyola pertanyent al Segle d'Or, pionera en el discurs femení de la literatura espanyola.

## Orígens
Va ser la tercera filla d'un matrimoni de llinatge basc, Pedro Ladrón de Guevara i Francisca de Mendoza. Va heretar el títol de II comtessa d'Escalante succeint al seu oncle, Luis de Guevara y Avendaño, la filla del qual, Ana Catalina de Guevara morí en 1641. Els seus textos estan datats a Valladolid.
En el seu primer text, Memorial de la Casa de Escalante y servicios de ella, al Rey nuestro Señor, queden descrits els seus títols: Comtessa d'Escalante i de Tahalu, Vescomtessa de Treceño, Senyora de la Vall de Valdaliga i del Marquesat de Rucandio, i de la vila de Vila Real d'Àlava i de les Cases de Zeuellos i Auendaño, Olaso i Orquizó, Araçuri i Montealbán i Gamboa, Esparça i Acotayn.
Tres vegades casada segons explica ella mateixa en una de les seves cartes al rei: en primeres núpcies amb el marquès d'Astorga García Bravo Osorio, el seu segon marit va ser Lorenzo de Guevara, Senyor de Paradilla i Arcor de Campos i el tercer, Andrés Velásquez de Velasco, fill de l'espia major del regne. Mai va tenir fills.
Políticament va destacar la seva adhesió al fill bastard de Felipe IV i La Calderona en qui va posar moltes il·lusions respecte al futur polític d'Espanya. La seva deferència al personatge la va moure a mantenir-lo al corrent dels successos quan es trobava absent de la Cort.

## Trajectòria literària
Era lectora i propietària de llibres, cròniques i documents que procedien del seu propi arxiu amb més de 300 anys. Els qui han estudiat la seva trajectòria estimen que va ser autodidacta. Tot i que per l'època resulta poc habitual que una dona s'atreveixi a opinar i amb contundència, apunten els historiadors, María de Guevara es va posicionar en assumptes de caràcter públic. La seva opinió la va convertir en portaveu de l'opinió extensa i silenciosa del poble, segons la seva biògrafa M.Victoria López-Cordón. En els seus escrits les seves intencions eren més polítiques que literàries. El seu objectiu és fer-se sentir en les altes instàncies i deixar clar que els seus interessos i opinions no valien menys pel fet de ser una dona.
El seu primer escrit va ser un Memorial de la Casa de Escalante y servicios de ella, al Rey nuestro Señor imprès a Valladolid el 1654 i que va tornar a reimprimir dos anys després. L'objectiu era recuperar per a la seva casa l'ofici de ballester major amb els seus corresponents privilegis, a més d'altres reivindicacions, entre d'altres, la recuperació del Mayorazgo de la seva mare, perdut -explica- per estar a la ratlla de Portugal.
En 1663 va tornar a dirigir al rei Felip IV un Tratado y advertencias hechas por una mujer celosa del bien de su rey y corrida de parte de España, manuscrit escrit al final de la guerra hispanoportuguesa que reflectint els sentiments de la noblesa fronterera i afectada per la defecció del Duc de Bragança mostrant-se partidària d'un govern personal del rei, obert als suggeriments dels seus assessors naturals.

## Desenganys de la Cort i dones valeroses (1664)
En 1664 va publicar Desengaños de la corte y mujeres valerosas. Compuesto por un autor moderno, poca experiencia y grande celo, la seva obra més destacada. La va escriure de manera anònima, possiblement, consideren alguns historiadors, per obtenir la llicència d'impressió atès que la seva autoria sempre va ser reconeguda i en nota manuscrita al peu de la primera pàgina consta "este libro hiço la Condesa de Escalante, año de 1664". En el tractat dedicat a Carles II, de to moralitzador subjeuen segons els especialistes el seu avantpassat Fr. Antonio de Guevara, Bisbe de Mondoñedo, amb la seva obra Menosprecio de Corte y alabanza de aldea, que esmenta directament en el llibre i María de Zayas i Sotomayor amb Novelas ejemplares y Desengaños amorosos.
Entre els epígrafs del tractat es troben: I: Deseganys de la cort i dones valeroses, II: De dones valeroses, V: Que tracta dels desenganys de la Cort i vida quieta del llogaret, VI: De com s'han de portar els senyors que viuen en els seus llocs i VII: Del que importa la virtut i del que ens hem de valer per tenir-la.

## La dona en la seva obra
La seva obra és un dels primers discursos femenins de la literatura espanyola, paral·lel als de Santa Teresa de Jesús o María de Zayas.
En el llibre Mujeres y literatura del Siglo de Oro: espacios profanos y espacios conventuales, María de Guevara és considerada com un exemple de "feminista" compromesa políticament, destacant la seva actitud de denunciar al Rei el que "segurament pocs homes s'atrevien a dir-li".
En els seus escrits no va dissimular el seu sexe i va fer gala de punts de vista vinculats a la seva condició de dona. Considerava que ni la fortalesa del caràcter ni la intel·ligència tenen sexe i que 
| «                               | como ellos hicieron las leyes, todas fueron en su favor, queriendo que ellas se contenten con las armas de la rueca y de la almohadilla; pues a fe que si usasen las mujeres de las letras, que les sobrepujarían a los hombres; pero esto temen ellos y no quieren que sean amazonas, sino tenerlas las manos atadas con que no parece bien que las mujeres salgan de su rincón, pues como en las historias se extiende la fama de las mujeres que han sido valerosas. | » |
| — Desengaños de la corte, p. 12 | |   |

També es posiciona en temes socials com la denúncia dels matrimonis imposats dels quals no és partidària. En l'obra Tratado y advertencias hechas por una mujer celosa del bien de su rey y corrida de parte de España destaca el deure l'educació i afirma la seva autoritat basada en el coneixement que li ha proporcionat la lectura en una època en el qual poques dones té accés a la formació.
En el segon epígraf del tractat Desengaños de la corte y mujeres valerosas, titulat Mujeres Valerosas es fa defensa de les dones exemplificades amb noms i actuacions des de l'antiguitat. Reivindica la capacitat intel·lectual de les dones que, degudament cultivada, fins i tot els permetria accedir als llocs polítics i recolza la seva intervenció a les guerres. Considera que la dona ha de treballar al marge de la condició social.

## Obres
- Tractat i advertiments fets per una dona gelosa del bé del seu rei i correguda de part d'Espanya. 1663. Copia segle xvii (manuscrit).
- Memorial de la casa d'Escalante, i serveis d'ella. 1654. Imprès.
- Desenganys de la Cort i dones valeroses. 1664. Imprès.